# 斯維德尼基
51°2′37″N 25°5′52″E / 51.04361°N 25.09778°E
斯維德尼基（烏克蘭語：Свидники），是烏克蘭的村落，位於該國西部沃倫州，由科韋利區負責管轄，始建於1577年，面積0.44平方公里，海拔高度176米，2001年人口171，人口密度每平方公里393.1人。